# Il deserto dell'amore
Il deserto dell'amore (Le Désert de l'amour) è un romanzo di François Mauriac  pubblicato nel 1925 dall'editore Grasset. Il libro ha ricevuto il Grand Prix du roman, l'anno successivo, dall'Accademia di Francia.

## Storia editoriale
François Mauriac ha scritto questo romanzo dall'inizio del 1924 al settembre dello stesso anno. La pubblicazione è avvenuta a puntate sulla Revue de Paris il 15 novembre, il 1° e il 15 dicembre 1924, e l'11 gennaio 1925  prima di apparire in volume alle edizioni Grasset nel 1925.
Le Désert de l'amour riprende alcuni personaggi visti in Le Fleuve de feu e Il bacio al lebbroso e ne sviluppa la storia e la personalità.

## Trama
Entrando in un club di Parigi dove è un cliente abituale, Raymond Courrèges vede una donna che aveva conosciuto diciassette anni prima durante l'adolescenza a Bordeaux e di cui si era poi perdutamente innamorato. Questa donna, Maria Cross, risveglia in lui improvvisamente i ricordi di quel periodo e una certa forma di odio/amore che da allora ha sviluppato nei rapporti con le sue molteplici conquiste femminili. A 17 anni, quando era uno studente dissoluto e burbero, una sera si sedette sul tram da Bordeaux a Talence di fronte a una donna, di dieci anni maggiore di lui, che conosceva per una certa reputazione diabolica. Lei lo affascinò e sembrava interessata a lui. Il giorno dopo era seduta nello stesso posto e continuava a guardarlo. Lo sguardo della donna ebbe l'effetto di trasformare Raymond e fare di lui un uomo.
Suo padre, il dottor Paul Courrèges, era un uomo sulla cinquantina, dedito alla professione, ma circondato da una famiglia che gli procurava poche soddisfazioni, nonostante conducesse una comoda vita borghese. Il medico aveva anche incontrato Maria Cross qualche tempo prima per curare François, il suo figlioletto malato, e successivamente morto. Completamente sconvolto da questa giovane donna, aveva sviluppato una passione violenta che tuttavia non era riuscito ad esprimerle, rimanendo un confidente e un amico, di cui Maria soffriva dolcemente la presenza. Dalla morte del marito (durante la prima guerra mondiale), Maria è stata mantenuta da Victor Larousselle, un ricco industriale della regione. Pronto a rinunciare a tutto per Maria, il dottor Courrèges aveva deciso di confessarle il suo amore, ma era risultato solo ingombrante e venne rifiutato senza riuscire a dichiarare la sua passione. Ancora più abbattuto e taciturno, tornato a casa, si rese conto che suo figlio Raymond era cambiato in modo molto marcato nell'aspetto e nella cura fisica nelle ultime settimane.
Raymond aveva deciso di sedurre la donna, la cui presenza ormai quotidiana durante il loro comune tragitto, eccitava le sue fantasie. Doveva possederla. Maria Cross si innamorò dell'immagine di questo giovane, nel pieno dell'adolescenza, e cercò di convincersi che sarebbe stata per lui un'amica/amante platonica, sentendo confusamente che il suo corpo era ancora capace di desiderare. Un giorno, finirono per impegnarsi in una conversazione e tornarono a casa insieme. Lei invitò Raymond a venire a casa sua, per parlare più tranquillamente. Felice, ma preoccupato di essere sorpreso, egli accettò, determinato a raggiungere l'obiettivo. Tuttavia, benché avesse tanto desiderato questo momento, Maria spinse via il giovane e lo umiliò deridendo la sua bruschezza, nel tentativo di abbracciarla. Infastidito a morte, il ragazzo uscì di casa e decise di non vederla più. Si vendicherà di lei su tutte le sue future conquiste.
Al club, dopo questo brusco richiamo alla memoria del suo doloroso passato, Raymond Courrèges, divenuto adulto, dominatore di cose e persone, è costretto alla vicinanza di tavolo con Maria Cross e Victor Larousselle, divenuto nel frattempo suo marito. Raymond è determinato a umiliarla in ricordo della scena avvenuta diciassette anni prima a Bordeaux. Contro ogni previsione, di fronte a Maria con la quale intavola una conversazione, riscopre improvvisamente la paura di un tempo e ridiventa il giovane che era stato, incapace di prendere il sopravvento su questa donna che lo tiene sempre a distanza e finge di avere in gran parte dimenticato la loro storia passata. Intanto Larousselle, ubriaco, si ferisce alla mano e Raymond non ha altra scelta che aiutare Maria a riportarlo a casa nel cuore della notte.
Di fronte all'impossibilità di chiamare un medico in quel momento e grazie alla presenza del vecchio padre a Parigi, Raymond lo contatta urgentemente al suo hotel perché si prenda cura del ferito. Sconvolto ancora una volta all'idea di rivedere Maria, il dottor Courrèges arriva quanto prima e prepara un discorso in cui decide di rivelarle la sua passione di allora. Maria lo respinge ancora una volta e fa aspettare Raymond nella stanza di un suo figliastro, del quale lei non può spendere molte parole di lode. I Courrèges, padre e figlio, tornano a casa insieme la mattina presto, forse veramente riuniti per la prima volta nella vita, attraverso il loro comune dolore e amore, e si baciano sul marciapiede della stazione.

## Edizioni
- Éditions Grasset & Fasquelle, coll. «Les Cahiers verts», dont trente exemplaires numérotés sur papier de Chine et enrichis d'un portrait de l'auteur par Raymonde Heudebert constituant l'édition originale, 1925.
- Œuvres romanesques et théâtrales complètes (tome I), Bibliothèque de la Pléiade, Éditions Gallimard, 1978, ISBN 2-07-010931-3

### Edizioni in italiano
- François Mauriac, Il deserto dell'amore, traduzione di R. Pisaneschi, G. Carabba, Lanciano 1932 (Tip. R. Carabba)
- François Mauriac, Il deserto dell'amore, Studio Tesi, Pordenone 1990

## Opere derivate
Il libro è stato adattato due volte per il pubblico televisivo:
- Le désert de l'amour, film per la televisione diretto da Pierre Cardinal, con Pierre Dux e Christiane Minazzoli.[3]
- Le Désert de l'amour, film per la TV francese di Jean-Daniel Verhaeghe, in onda il 18 febbraio 2012 su Francia 3 [4].